# Cleidogona celerita
Cleidogona celerita är en mångfotingart som beskrevs av Williams och Hefner 1928. Cleidogona celerita ingår i släktet Cleidogona och familjen Cleidogonidae. Inga underarter finns listade i Catalogue of Life.